# Надречное (Золотниковская сельская община)
Надречное (укр. Надрічне) — село в Золотниковской сельской общине Тернопольского района Тернопольской области Украины.
До 2020 года входило в Теребовлянский район.
Население по переписи 2001 года составляло 509 человек. Занимает площадь 2,783 км². Почтовый индекс — 48114. Телефонный код — 3551.